# Sonchus asper
A Sonchus asper a fészkesvirágzatúak (Asterales) rendjébe, ezen belül az őszirózsafélék (Asteraceae) családjába tartozó faj.

## Előfordulása
A Pleiospilos bolusii eredeti előfordulási területe Európa, Észak-Afrika és Ázsia nyugati fele. A többi kontinensre az ember telepítette be; itt azonban inváziós fajjá vált.

## Alfajai
- Sonchus asper subsp. asper (L.) Hill
- Sonchus asper subsp. glaucescens (Jord.) Ball ex Ball

## Képek

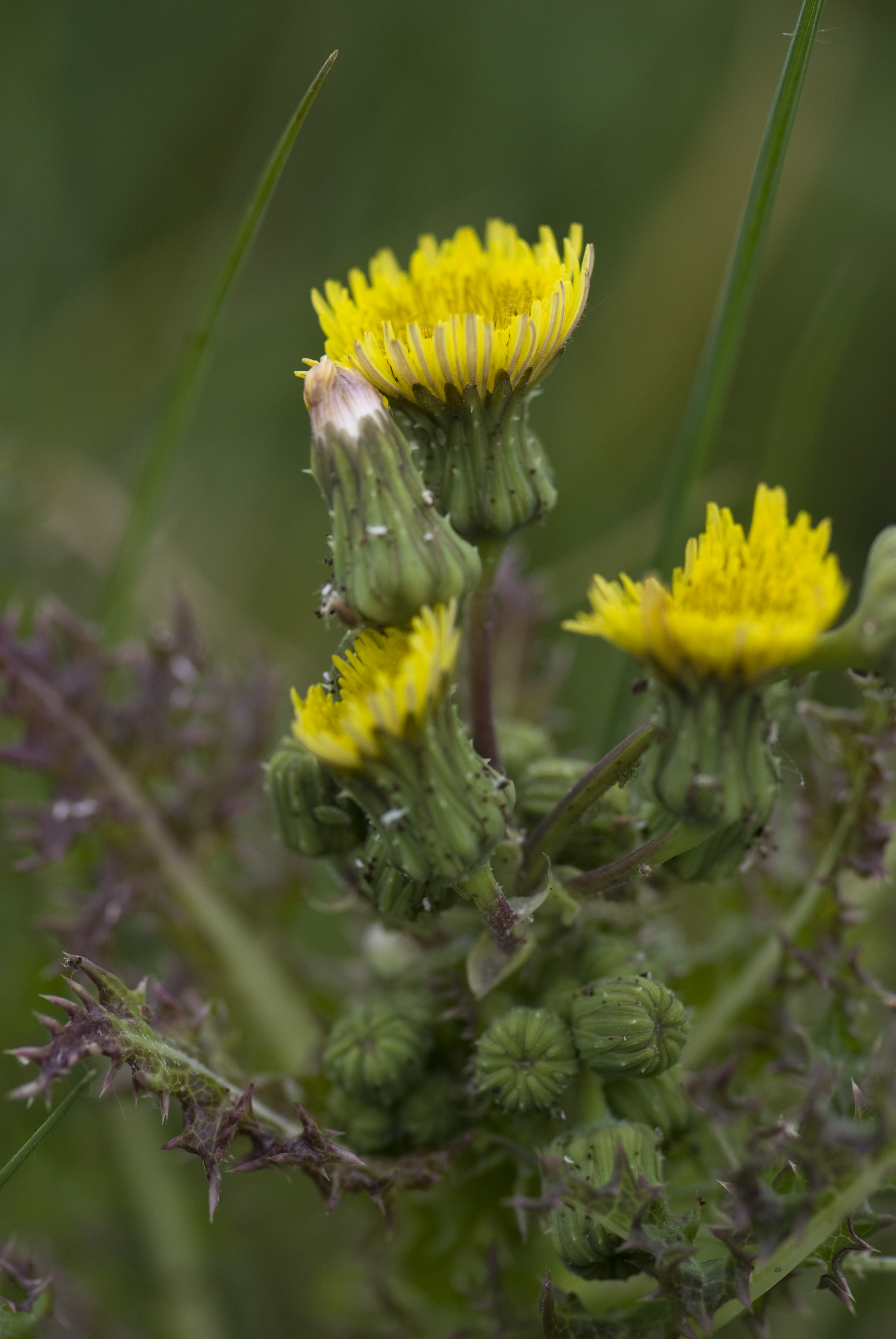
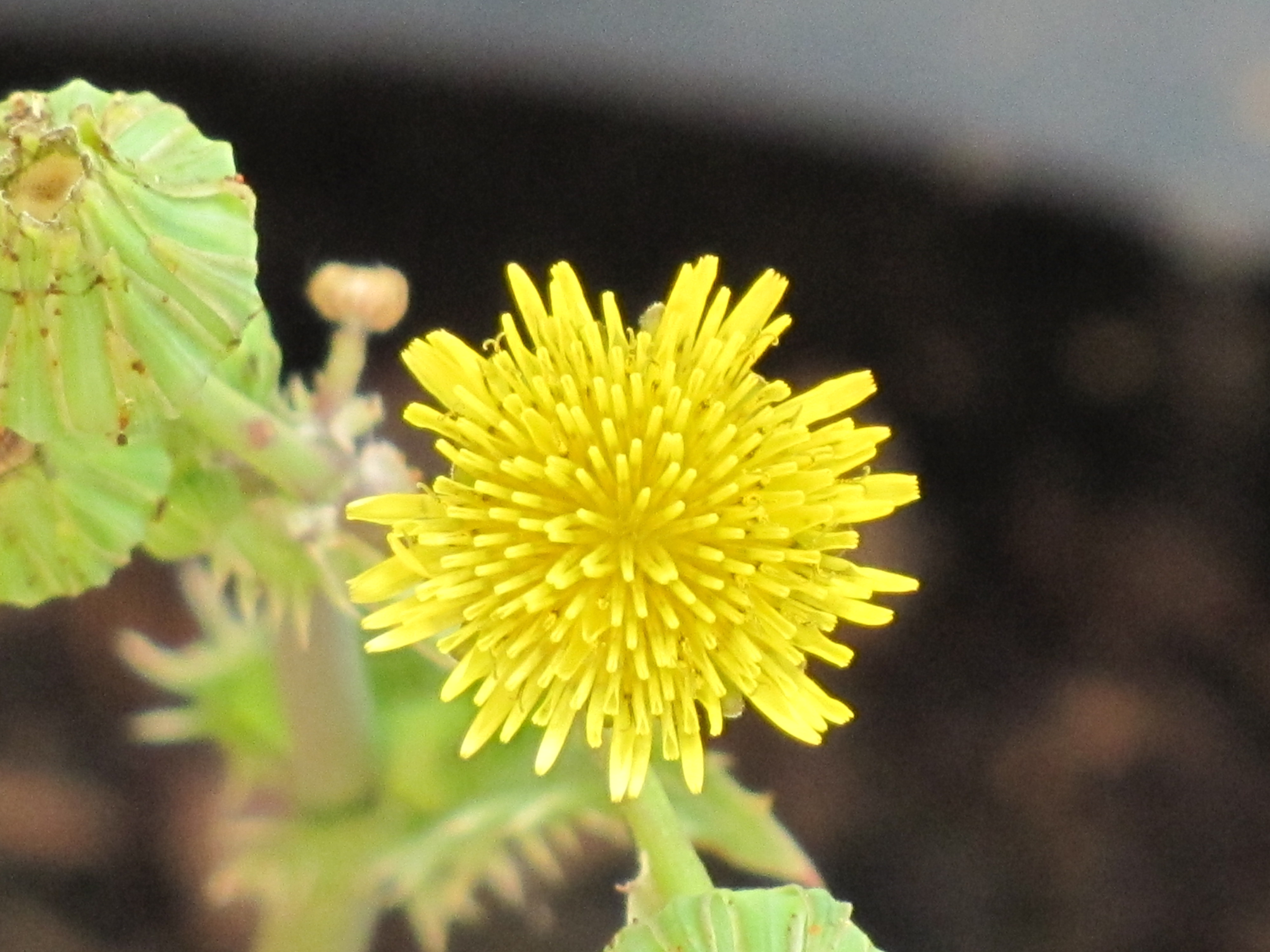
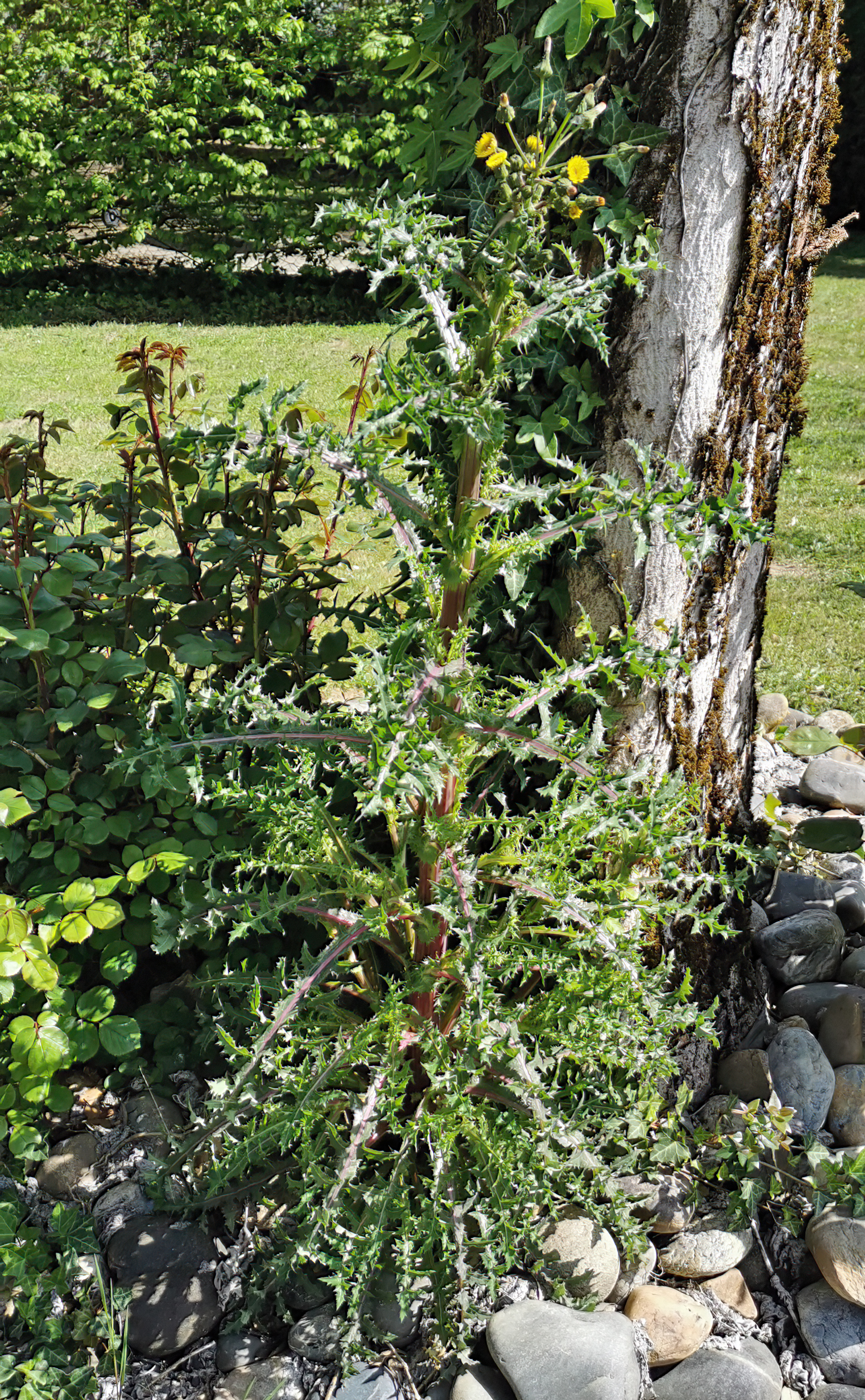
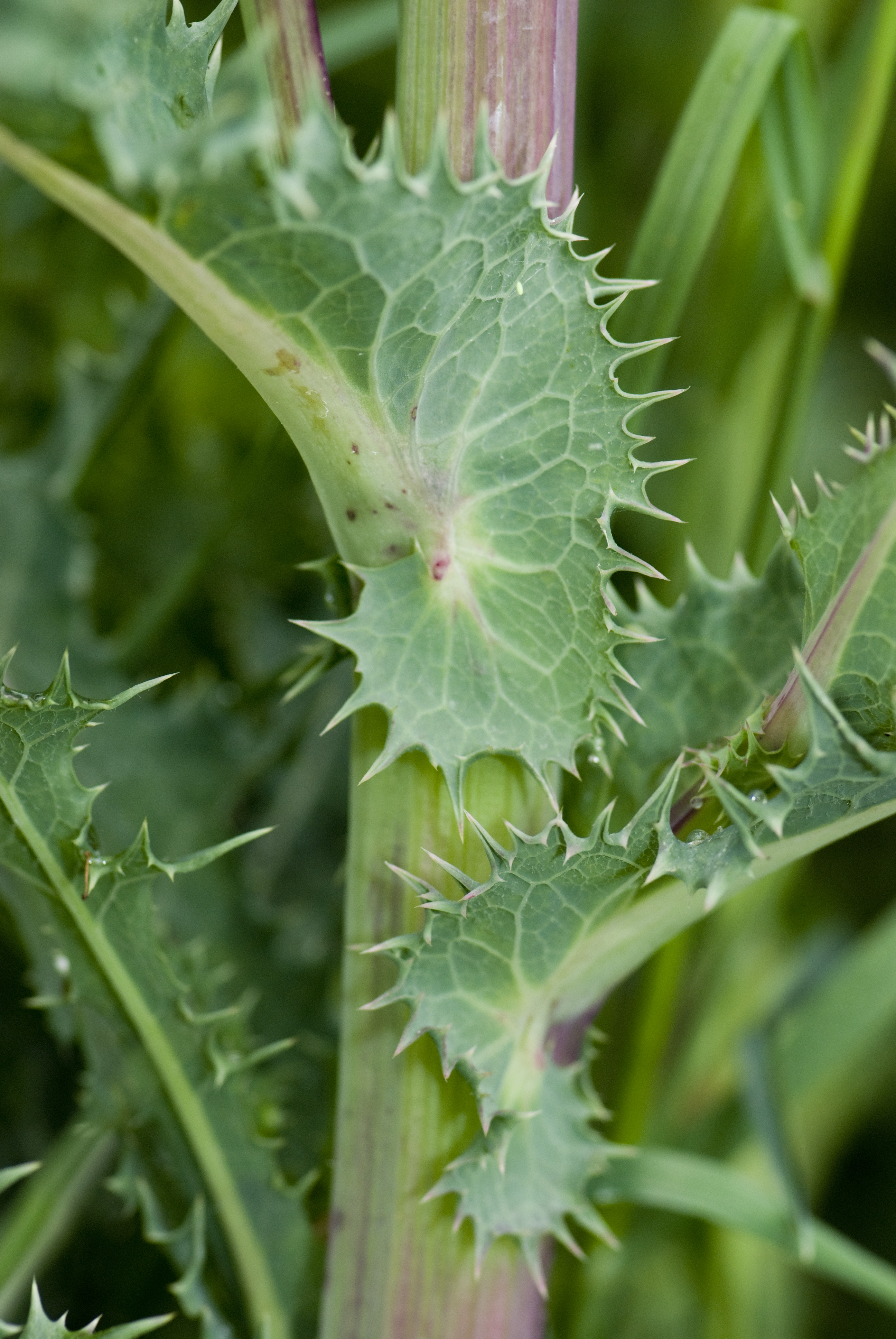
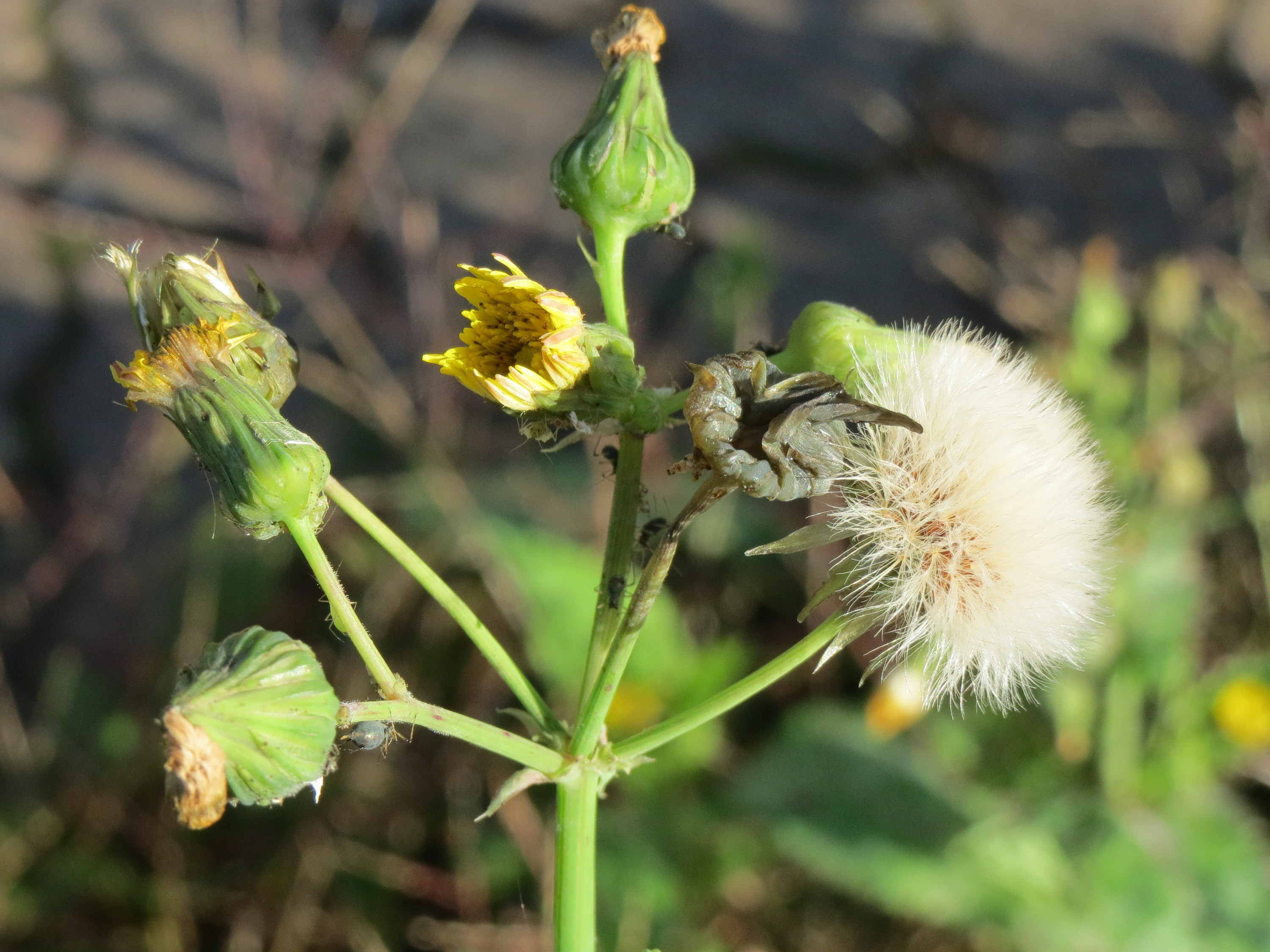

## Megjelenése
Egyéves vagy kétéves növény, amely elérheti a 200 centiméteres magasságot is. A tövises levelei és sárga virágai miatt, nagyon hasonlít a gyermekláncfűre (Taraxacum officinale). A levele kékes-zöldes, lándzsás - a végén néha karéjos -, és tövisekkel borított. A levéltő átöleli a szárat. A levél is és a szár is tejszerű váladékot bocsát ki, ha sérülés éri. Egy-egy növény több virágot is hozhat.

### Fordítás
- Ez a szócikk részben vagy egészben  a   Sonchus asper című angol Wikipédia-szócikk ezen változatának fordításán alapul.  Az eredeti cikk szerkesztőit annak laptörténete sorolja fel. Ez a jelzés csupán a megfogalmazás eredetét és a szerzői jogokat jelzi, nem szolgál a cikkben szereplő információk forrásmegjelöléseként.